# Hemigrammus
Hemigrammus är ett släkte av fiskar. Hemigrammus ingår i familjen Characidae.

## Dottertaxa tillHemigrammus, i alfabetisk ordning[1]
- Hemigrammus aereus
- Hemigrammus analis
- Hemigrammus arua
- Hemigrammus barrigonae
- Hemigrammus bellottii
- Hemigrammus bleheri
- Hemigrammus boesemani
- Hemigrammus brevis
- Hemigrammus coeruleus
- Hemigrammus cupreus
- Hemigrammus cylindricus
- Hemigrammus elegans
- Hemigrammus erythrozonus
- Hemigrammus geisleri
- Hemigrammus gracilis
- Hemigrammus guyanensis
- Hemigrammus haraldi
- Hemigrammus hyanuary
- Hemigrammus iota
- Hemigrammus levis
- Hemigrammus luelingi
- Hemigrammus lunatus
- Hemigrammus mahnerti
- Hemigrammus marginatus
- Hemigrammus matei
- Hemigrammus maxillaris
- Hemigrammus megaceps
- Hemigrammus melanxfochrous
- Hemigrammus micropterus
- Hemigrammus microstomus
- Hemigrammus mimus
- Hemigrammus neptunus
- Hemigrammus newboldi
- Hemigrammus ocellifer
- Hemigrammus ora
- Hemigrammus orthus
- Hemigrammus parana
- Hemigrammus pretoensis
- Hemigrammus pulcher
- Hemigrammus rhodostomus
- Hemigrammus rodwayi
- Hemigrammus schmardae
- Hemigrammus silimoni
- Hemigrammus skolioplatus
- Hemigrammus stictus
- Hemigrammus taphorni
- Hemigrammus tocantinsi
- Hemigrammus tridens
- Hemigrammus ulreyi
- Hemigrammus unilineatus
- Hemigrammus vorderwinkleri
- Hemigrammus yinyang